# Ян Сова
Ян Сова (пол. Jan Sowa; нар. 1976 у Кракові) — польський соціолог і культуролог.

## Біографія
Вивчав польську філологію, психологію і філософію в Ягеллонському університеті у Кракові, а також в Université de Paris VIII Венсенн-Сен-Дені (Saint-Denis). З 2006 року доктор соціології, починаючи з 2012 року доктор габілітований з культурології. Зараз працює на Кафедрі антропології, літератури і культурних досліджень Ягеллонського університету в Кракові.
Публікувався у Польщі і за кордоном, зокрема, в Критиці Політичній, журналі 2+3D, Philosophie Magazine, Praesens , а також часописі Ha!art, з яким він пов'язаний від 1999 року (в період 1999—2008 редактор культурологічного відділу). Голова ради Фундації Корпорація Ha!art. Співпрацює з квартальником Практика Теоретична.
Ян Сова належав до перших людей за межами ІТ-середовища, які займалися в Польщі відкритими ліцензіями. В 2003 році в журналі Hа!art з'явився переклад тексту Грема Лоутона «Open Source — велика акція роздачі», де, зокрема, була одна з перших в польській пресі інформацій про Вікіпедію, яка мала тоді 20 тисяч статей. Книжки авторства Яна Сови, як і відредаговані ним у видавництві Корпорація Ha!art видавалися під відкритими ліцензіями. У 2005 році Ян Сова був разом із Лукашем Яховіцем, Ярославом Ліпшицем і Славоміром Сєраковським ініціатором відкритого листа проти ЄСівської директиви щодо патентів на програмне забезпечення.
Багато подорожував, зокрема в Індії, Південно-Східній Азії, Африці, обох Америках.
Брав активну участь в русі альтерглобалістів.
Живе у Варшаві. Син Казимира Сови.

## Праці
- Sezon w teatrze lalek i inne eseje. Wydawnictwo Rabid, Kraków, 2003.
- Frustracja. Młodzi o Nowym Wspaniałym Świecie. (red. wspólnie z Piotrem Mareckim) Korporacja Ha!art koedycja z Wydawnictwem Rabid, Kraków, 2003
- Zniewolony umysł 2. Neoliberalizm i jego krytyki. (red. wspólnie z Ewą Majewską) Korporacja Ha!art, Kraków, 2007, ISBN 83-89911-61-2
- Ciesz się, późny wnuku! Kolonializm, globalizacja i demokracja radykalna. Korporacja Ha!art, Kraków, 2008 — книжка доступна безплатно онлайн [Архівовано 3 липня 2017 у Wayback Machine.]
- Edu-factory. Samoorganizacja i opór w fabrykach wiedzy. (red. wspólnie z Krystianem Szadkowskim) Korporacja Ha!art, Kraków 2011 — книжка доступна безплатно онлайн [Архівовано 20 листопада 2016 у Wayback Machine.]
- Fantomowe ciało króla. Peryferyjne zmagania z nowoczesną formą. Universitas, Kraków, 2011
- Inna Rzeczpospolita jest możliwa. Widma przeszłości, wizje przyszłości. Grupa Wydawnicza Foksal, Warszawa, 2015